# Салих ибн Ад аль-Мусхин Аль-Али
Салих ибн Абд аль-Мухсин - последний правитель города Хаиль. Принадлежит к роду Аль Али.

## Биография
В 1818 году после гибели брата – эмира Мухаммеда возглавил Хаиль. Впрочем, признал превосходство Османской империи и фактически был подвластным Мухаммеду Али египетскому, охраняя границу в районе Сирии и караваны из Багдада в Медину и Мекку от нападений бедуинов. В конце 1820 года против него выступили братья Абдаллах и Убайд из рода Аль-Рашид, подстрекавшие бедуинов к грабежу караванов и восстанию против Салиха. Впрочем, Салих победил восставших, а Аль-Рашиды бежали сначала в Багдад, а затем в Эр-Рияд. За этим Салих сохранял мир с пашами Багдада и Басры, номинально признавая власть османского султана. В 1835 году против него выступил Фейсал ибн Турки, эмир Неджда, решивший поддержать своего друга Абдаллаха ибн Али Аль-Рашида. Салих потерпел поражение и оступил из Хаиля, однако продолжил сопротивление, неоднократно обращался за помощью к османскому вали в Ираке Али Ризы-паши, но тот вынужден был бороться с шиитским восстанием. В конце 1835 года Салих был убит отрядом Убайда, брата Абдаллах Аль-Рашида. Его сын Исса ибн Убайдаллах в 1837 году пару месяцев будет править Джебель Шаммаром но будет свергнут Абдаллахом Аль Рашидом.